# Drohiczówka (gmina)
Drohiczówka – dawna gmina wiejska w powiecie zaleszczyckim województwa tarnopolskiego II Rzeczypospolitej. Siedzibą gminy była Drohiczówka.
Gminę utworzono 1 sierpnia 1934 r. w ramach reformy na podstawie ustawy scaleniowej z dotychczasowych gmin wiejskich: Chmielowa, Drohiczówka, Latacz, Sadki, Świerzkowce i Szutromińce.
W 1937 przyznano obywatelstwo honorowe gminy staroście zaleszczyckiemu Józefowi Krzyżanowskiemu.
Od września 1939 do lipca 1941 gmina znajdowała się pod okupacją ZSRR, a 1 sierpnia 1941 weszła w skład Generalnego Gubernatorstwa i nowo utworzonego dystryktu Galicja, gdzie jednocześnie została zniesiona przez włączenie do gminy Koszyłowce w powiecie czortkowskim (Kreishauptmannschaft Czortków).
Po II wojnie światowej obszar dawnej gminy znalazł się w ZSRR.